# جو غولدبرغ
جو غولدبرغ (بالإنجليزية: Joe Goldberg)‏ هو شخصية خيالية وبطل رئيسي في سلسلة كتب أنت، كتبتها كارولين كيبنيس، بالإضافة إلى المسلسل التلفزيوني الذي يحمل نفس الاسم، أدى دوره الممثل الأمريكي بين بادغلي و أدى دوره وهو في شبابه كل من جاني سيارديللو وإيدان والاس. جو هو قاتل متسلسل وملاحق ومدير متجر سابق للكتب، والذي صار مهووسا جدا بـ جينيفير بيك بعد لقائه بها في مكان عمله في نيويورك. بعد الانتقال إلى لوس أنجلوس ، للهروب من ماضيه الشائك ، يلتقي لوف كوين، ويبدأ في الوقوع في عاداته القديمة من الهوس والعنف من أجل تجنب مصير مساعيه الرومانسية السابقة.
في بداية القصة يتضح أن جو ولد في 19 سبتمبر 1988 وتيتم في سن مبكرة. من ذكريات الماضي، تم الكشف عن أن والدة جو البيولوجية تدعى ساندي من قبل والده البيولوجي وأنه تعرض للإهمال وسوء المعاملة من قبل والده. سعيًا لحماية والدته، يطلق جو